# Симоне, Пьер
Пьер Симоне (фр. Pierre Adrien Simonet; 27 октября 1921, Ханой, Французский Индокитай — 5 ноября 2020, Тулон, Франция) — французский участник Сопротивления, государственный служащий, функционер ООН и МВФ. Кавалер Большого креста ордена Почётного легиона и кавалер ордена Освобождения.

## Биография
Пьер Симоне родился 27 октября 1921 года в Ханое в семье инженера общественных работ Жильбера Симоне (фр. Gilbert Simonet). Учился в лицее Тьер в Марселе, лицее Альбера Сарро в Ханое и в приготовительном классе лицея Мишеля Монтеня в Бордо (где познакомился с Юбером Жерменом).

### Вторая мировая война
После вступления немецких войск в Париж и капитуляции Франции Симоне смог 24 июня 1940 года переправиться из Сен-Жан-де-Люза в Ливерпуль, где 1 июля вступил в ряды вооружённых сил Свободной Франции, был зачислен с артиллерию.
В составе союзнического Экспедиционного корпуса участвовал в попытке захвата Дакара, контролируемого войсками правительства Виши. После провала операции направлен со своим подразделением в Камерун, где находился до января 1941 года, после чего прибыл в Палестину.
Участвовал в Сирийско-Ливанской операции летом 1941 года. После формирования в Дамаске 1-го артиллерийского полка Сил Свободной Франции зачислен во 2-ю батарею полка связистом и наблюдателем.
В 1942 году участвовал в ливийской кампании, отличился в бою 16 марта 1942 года и в боях при Бир-Хакейме в мае — июне 1942 года, за что был дважды отмечен упоминанием в приказе по армии.
В октябре — ноябре 1942 года участвовал в боях при Эль-Аламейне, после чего до мая 1943 года — в боях Тунисской кампании. В Тунисе прошёл обучение на курсах аспирантов и в конце 1943 года произведён в это звание.
С весны 1944 года участвовал в Итальянской кампании. Назначенный офицером-наблюдателем во взвод воздушного наблюдения 1-го артиллерийского полка, совершал многочисленные разведывательные вылеты на самолёте Piper Cub. В рядах своего подразделения участвовал в освобождении Рима и преследовании противника до Сиены.
16 августа 1944 года высадился в Провансе, участвовал в освобождении Франции. В начале 1945 года принял участие в боях Эльзасско-Лотарингской операции. В качестве воздушного наблюдателя неоднократно отличился при разведке позиций противника. Весной 1945 года произведён в су-лейтенанты.
В апреле — мае 1945 года участвовал в освобождении западного Пьемонта (Кунео).
Всего за время кампаний в Италии и Франции на счету Пьера Симоне 137 боевых вылетов (250 часов налёта), за которые он был награждён 4 упоминаниями в приказе по армии.
18 июня 1945 года участвовал в качестве пилота Piper Cube в параде на Елисейских полях в Париже, посвященном 5-й годовщине «Призыва 18 июня» де Голля.
27 декабря 1945 года награждён орденом Освобождения.

### На гражданской службе
После демобилизации Симоне окончил курс Национальной школы Заморской Франции (1946), и следующие два года служил в Индокитае в администрации Временного центрального правительства Вьетнама.
В 1949 году прошел курс Школы прикладных программ INSEE и получил диплом Института статистики Парижского университета.
С 1950 года служил в Камеруне, до 1952 года — главой службы статистики, затем — на разных административных должностях. В 1957 году был назначен главой региона Нтем.
В 1958 году перешёл на международную службу в Продовольственную и сельскохозяйственную организацию ООН в качестве экономиста-статистика миссии по развитию стран, граничащих с Меконгом. В 1959 году направлен от ООН в Иран в качестве советника по экономической статистике.
Вернувшись во Францию в 1960 году, Симоне был прикомандирован к Министерству финансов и прошёл курс обучения в Центре изучения экономических программ. С 1962 года работал экономистом в Организации экономического сотрудничества и развития в Париже, а с 1964 года — в структурах Международного валютного фонда (МВФ), экономистом и советником.
С 1973 по 1977 год работал постоянным представителем МВФ в Гаити и Сальвадоре, с 1981 по 1984 год — экспертом МФВ по Коморам и Лесото.
В 1985 году вышел на пенсию и поселился в Тулоне.
1 июня 1999 года назначен членом Совета ордена Освобождения. В 2014 году выпустил свои мемуары о военной службе.
Умер 5 ноября 2020 года в Тулоне. Похоронен 13 ноября 2020 года на кладбище деревни Монбризон-сюр-Лес.
С 1945 года был женат на Люсьен Раген (фр. Lucienne Ragain; 1923—2002), они имели пятерых детей.

## Награды
- Большой крест ордена Почётного легиона (20 января 2020; декрет от 31 декабря 2019)[1]
  - Великий офицер ордена Почётного легиона (20 ноября 2014; декрет от 17 июля 2014)[1][2]
  - Командор ордена Почётного легиона (18 июня 1996; декрет от 13 мая 1996)[2][3]
  - Офицер ордена Почётного легиона (28 сентября 1957)[3]
- Орден Освобождения (27 декабря 1945)[4]
- Военный крест 1939—1945 (7 приказов)[4]
- Медаль Сопротивления[4]
- Колониальная медаль[4]
- Почётный член ордена Британской империи (Великобритания, 2020)[4][5]